# Vincent Janssen
Pour les articles homonymes, voir Janssen.
Vincent Janssen, né le 15 juin 1994 à Heesch, est un footballeur international néerlandais qui évolue au poste d'attaquant au Royal Antwerp FC.

## Biographie

### Carrière en club

#### Almere City (2013-2015)
Après avoir été formé au Feyenoord Rotterdam, Vincent Janssen fait ses débuts professionnels en 2013 avec le club d'Almere City. En deux saisons, il joue 74 matchs et marque 32 buts pour ce club.

#### AZ Alkmaar (2015-2016)
En juin 2015, Janssen signe avec l'AZ Alkmaar pour trois saisons. Dès son premier match avec ce club, le 30 juillet 2015, il marque un but contre l'équipe d'İstanbul Başakşehir, lors du troisième tour de qualification pour la Ligue Europa 2015-2016.
Lors de la saison 2015-2016, Janssen signe une très belle saison avec l'AZ Alkmaar en devenant meilleur buteur du championnat à l'issue de la saison avec 27 réalisations.

#### Tottenham Hotspur (2016-2019)
Le 12 juillet 2016, Janssen paraphe un contrat de quatre années en faveur du club anglais de Tottenham Hotspur pour un montant de 17 millions d'euros.
Le 8 septembre 2017, il est prêté pour une saison à Fenerbahçe SK.
De retour chez les Spurs à l'été 2018, Janssen ne reçoit pas de numéro. Il passe la majorité de la saison 2018-19 à recouvrir d'une blessure au pied et retrouve les terrains avec l'équipe première en avril 2019. L'attaquant dispute trois rencontres de championnat mais aucune de Ligue des champions alors que Tottenham atteint pour la première fois de son histoire la finale, perdue face à Liverpool.

#### CF Monterrey
En juillet 2019, Janssen signe au CF Monterrey, club mexicain et première expérience hors d'Europe du joueur. Le montant du transfert n'est pas révélé mais s'élèverait aux alentours de sept millions d'euros pour un contrat de cinq ans.
Janssen fait ses débuts le 17 août 2019 en remplaçant Rogelio Funes Mori lors d'une victoire 2-0 contre Toluca en Apertura, tournoi d'ouverture du championnat mexicain. La journée suivante, il inscrit son premier but, réduisant le score à 2-1 face au Santos Laguna. Peu efficace en championnat, Janssen se démarque en Coupe où il inscrit un doublé contre l'Universidad de Guadalajara puis un triplé aux dépens des Cafetaleros de Chiapas. Il totalise six buts en sept rencontres dans cette compétition tandis que Monterrey atteint les demi-finales. Janssen se montre décisif lors des playoffs de l'Apertura en inscrivant trois buts en six matchs. Le club est sacré champion après sa victoire en deux manches contre le Club América.
Janssen commence la saison 2020-21 le 8 août 2020 en entrant en jeu contre le Santos Laguna (2-2). Il inscrit son premier but le 22 août lors d'un succès 1-3 au Club América au cours duquel il est également expulsé après avoir reçu un second carton jaune. Cependant, la commission de discipline lui retire un carton jaune, annulant de ce fait son expulsion. Muet pendant plus de deux mois, Janssen marque sur pénalty lors du match retour de la finale de la Copa MX contre le Club Tijuana. La rencontre se termine par une victoire 1-0 qui permet à Monterrey de remporter le trophée après plusieurs mois d'attente ; la finale ayant été reportée à cause de la pandémie de Covid-19.

### Carrière en sélection
En mai 2015, il dispute le Tournoi de Toulon, inscrivant à cette occasion un doublé contre le Qatar.
Avec les espoirs néerlandais, il dispute les éliminatoires du championnat d'Europe espoirs 2017. À cette occasion, il inscrit un doublé contre Chypre (victoire 4-0), et un autre contre la Slovaquie (défaite 4-2).
En mars 2016, Janssen est appelé pour la première fois en équipe des Pays-Bas pour disputer les matchs amicaux face à la France et l'Angleterre. Il marque son premier but avec la sélection nationale sur un pénalty qui permet aux Pays-Bas d'égaliser puis de remporter le match contre l'Angleterre avec le score de 2-1. Il marque son deuxième but face à la Pologne lors d'un match amical (victoire 2-1).
Le 11 novembre 2022, il est sélectionné par Louis van Gaal pour participer à la Coupe du monde 2022.
Le 12 mars 2023, Vincent Janssen annonce mettre un terme à sa carrière internationale pour raisons personnelles. 

## Statistiques

### En club
Le tableau ci-dessous récapitule les statistiques de Vincent Janssen lors de sa carrière en club.
| Saison                | Club                  | Championnat           | Championnat | Championnat | Coupe(s) nationale(s) | Coupe(s) nationale(s) | Compétition(s) continentale(s) | Compétition(s) continentale(s) | Compétition(s) continentale(s) | Autres compétitions | Autres compétitions | Autres compétitions | Total | Total |
| Saison                | Club                  | Division              | M.          | B.          | M.                    | B.                    | Comp.                          | M.                             | B.                             | Comp.               | M.                  | B.                  | M.    | B.    |
| 2013-2014             | Almere City           | 2                     | 35          | 10          | 1                     | 0                     | -                              | -                              | -                              | -                   | -                   | -                   | 36    | 10    |
| 2014-2015             | Almere City           | 2                     | 34          | 19          | 2                     | 2                     | -                              | -                              | -                              | Playoffs            | 2                   | 1                   | 38    | 22    |
| Sous-total            | Sous-total            | Sous-total            | 69          | 29          | 3                     | 2                     | -                              | -                              | -                              | -                   | 2                   | 1                   | 74    | 32    |
| 2015-2016             | AZ Alkmaar            | 1                     | 34          | 27          | 5                     | 1                     | C3                             | 10                             | 4                              | -                   | -                   | -                   | 49    | 32    |
| Sous-total            | Sous-total            | Sous-total            | 34          | 27          | 5                     | 1                     | -                              | 10                             | 4                              | -                   | -                   | -                   | 49    | 32    |
| 2016-2017             | Tottenham Hotspur     | 1                     | 27          | 2           | 5                     | 4                     | C1+C3                          | 5+1                            | 0                              | -                   | -                   | -                   | 38    | 6     |
| 2017-2018             | Tottenham Hotspur     | 1                     | 1           | 0           | -                     | -                     | C1                             | -                              | -                              | -                   | -                   | -                   | 1     | 0     |
| 2018-2019             | Tottenham Hotspur     | 1                     | 3           | 0           | -                     | -                     | C1                             | -                              | -                              | -                   | -                   | -                   | 3     | 0     |
| Sous-total            | Sous-total            | Sous-total            | 31          | 2           | 5                     | 4                     | -                              | 6                              | 0                              | -                   | -                   | -                   | 42    | 6     |
| 2017-2018             | Fenerbahçe SK (prêt)  | 1                     | 16          | 4           | 2                     | 1                     | -                              | -                              | -                              | -                   | -                   | -                   | 18    | 5     |
| Sous-total            | Sous-total            | Sous-total            | 16          | 4           | 2                     | 1                     | -                              | -                              | -                              | -                   | -                   | -                   | 18    | 5     |
| 2019-2020             | CF Monterrey          | Ouv.+Clo.             | 13+6        | 2+0         | 9                     | 7                     | -                              | -                              | -                              | Playoffs            | 6                   | 3                   | 34    | 12    |
| 2020-2021             | CF Monterrey          | Ouv.+Clo.             | 10+0        | 1+0         | 0                     | 0                     | -                              | -                              | -                              | -                   | -                   | -                   | 10    | 1     |
| Sous-total            | Sous-total            | Sous-total            | 29          | 3           | 9                     | 7                     | -                              | -                              | -                              | -                   | 6                   | 3                   | 44    | 13    |
| Total sur la carrière | Total sur la carrière | Total sur la carrière | 179         | 65          | 24                    | 15                    | -                              | 16                             | 4                              | -                   | 8                   | 4                   | 227   | 88    |

### Buts en sélection
| No | Date           | Stade, ville, pays                      | Adversaire  | Résultat | Compétition                                |
| -- | -------------- | --------------------------------------- | ----------- | -------- | ------------------------------------------ |
| 1  | 29 mars 2016   | Stade de Wembley, Londres, Angleterre   | Angleterre  | V 2-1    | Match amical                               |
| 2  | 1er juin 2016  | Stade Energa, Gdańsk, Pologne           | Pologne     | V 2-1    | Match amical                               |
| 3  | 4 juin 2016    | Stade Ernst-Happel, Vienne, Autriche    | Autriche    | V 2-0    | Match amical                               |
| 4  | 7 octobre 2016 | Stade de Feyenoord, Rotterdam, Pays-Bas | Biélorussie | V 4-1    | Qualifications pour la Coupe du monde 2018 |
| 5  | 31 mai 2017    | Stade Adrar, Agadir, Maroc              | Maroc       | V 2-1    | Match amical                               |

NB : Les scores sont affichés sans tenir compte du sens conventionnel en cas de match à l'extérieur (Pays-Bas/Adversaire)

## Palmarès

### En club
Avec le CF Monterrey, Janssen est sacré champion du Torneo Apertura en 2019. L'année suivante, il remporte la Copa MX.
Avec le Royal Antwerp FC, il est sacré champion du Championnat de Belgique en 2023. 
Gagne la coupe de Belgique 2023 

### Individuel
- Meilleur buteur du Championnat des Pays-Bas en 2016
- Meilleur jeune joueur du Championnat des Pays-Bas en 2016[23]

## Vie privée
La mère de Vincent Janssen, Annemarie Verstappen, a été une nageuse de haut niveau, sportive néerlandaise de l'année en 1982 et médaillée aux Jeux olympiques d'été de 1984.